# Đakus
Đakus (en serbe cyrillique : Ђакус) est un village de Serbie situé dans la municipalité de Žitorađa, district de Toplica. Au recensement de 2011, il comptait 806 habitants.

## Démographie
| 1948 | 1953 | 1961 | 1971 | 1981 | 1991 | 2002 | 2011 |
| ---- | ---- | ---- | ---- | ---- | ---- | ---- | ---- |
| 877  | 851  | 934  | 981  | 958  | 859  | 904  | 806  |

|  |